# Monarque sanglé
Arses kaupi
Espèce
Statut de conservation UICN

 LC  : Préoccupation mineure
Le Monarque sanglé (Arses kaupi) est une espèce d'oiseaux de la famille des Monarchidae.
Il fréquente l'est de la péninsule du cap York.